# Château Laville Haut-Brion
Le château Laville Haut-Brion, est un domaine viticole situé à Talence en Gironde. Situé en AOC pessac-léognan, il est classé grand cru dans le classement des vins de Graves.

## Vin
En 2008, le prince Robert de Luxembourg, propriétaire de Château Haut-Brion, a supprimé la marque Laville Haut-Brion.